# Портрет Ивана Егоровича Шевича
«Портрет Ивана Егоровича Шевича» — картина Джорджа Доу и его мастерской из Военной галереи Зимнего дворца.
Картина представляет собой погрудный портрет генерал-лейтенанта Ивана Егоровича Шевича из состава Военной галереи Зимнего дворца.
К началу Отечественной войны 1812 года генерал-майор Шевич командовал 1-й бригадой 1-й кирасирской дивизии, отличился в сражении под Красным. Во время Заграничного похода 1813 года за отличие в Кульмском бою был произведён в генерал-лейтенанты и награждён орденом Св. Владимира 2-й степени, погиб в Битве народов под Лейпцигом.
Изображён в генеральском мундире, введённом для кавалерийских генералов 6 апреля 1814 года — из-за гибели в 1813 году он такой мундир носить не мог и ему был положен общегенеральский мундир образца 1808 года с двумя рядами пуговиц. Слева на груди звезда ордена Св. Анны 1-й степени; на шее кресты орденов ордена Св. Георгия 3-го класса и ордена Св. Владимира 2-й степени; справа на груди серебряная медаль «В память Отечественной войны 1812 года» на Андреевской ленте — возможно, эта медаль изображена ошибочно, поскольку первые документально зафиксированные награждения ею в действующей армии состоялись спустя почти месяц после смерти Шевича. Подпись на раме: И. Е. Шевичъ 1й, Генералъ Лейтенантъ. По неизвестной причине не изображена нагрудная звезда ордена Св. Владимира 2-й степени, по этой причине шейный крест этого ордена можно ошибочно принять за 3-ю степень.
7 августа 1820 года Комитетом Главного штаба по аттестации Шевич был включён в список «генералов, которых служба не принадлежит до рассмотрения Комитета» и 3 июля 1821 года император Александр I приказал написать его портрет. Поскольку Шевич погиб осенью 1813 года, то были предприняты розыски его портрета для снятия копии. 17 июня 1822 года из Инспекторского департамента Военного министерства квартирмейстеру лейб-гвардии Гусарского полка, которым Шевич некогда командовал и в котором числился до самой своей смерти, был направлен запрос о наличии в полку портрета Шевича, на что последовал ответ: «портрета, как мне действительно известно, покойного генерал-лейтенанта и бывшего командира лейб-гвардии Гусарского полка Шевича есть в миниатюре писанной весьма верной у сына его, служащего в том же полку, корнета Шевича, который ныне в полку и следует с оным на марше к Царскому Селу». 9 августа того же года командир полка генерал-майор князь С. А. Хилков писал в Инспекторский департамент: «истребованный вверенного мне лейб-гвардии Гусарского полка от корнета Шевича покойного отца его генерал-лейтенанта Шевича портрет при сем в оный департамент препроводить честь имею и покорнейше прошу по миновании в нём надобности прислать обратно для возвращения его корнету Шевичу». 4 декабря того же года князь Хилков в письме в Инспекторский департамент напомнил о просьбе вернуть портрет генерала Шевича его сыну, на что ему ответили: «портрет покойного генерала Шевича, как живописец Дове уведомляет, ещё не списан, кольже скоро сие исполнится, то оный будет возвращён к Вашему Сиятельству». Гонорар Доу был выплачен 13 марта и 31 июля 1823 года. 16 августа 1823 года князю Хилкову было направлено письмо: «портрет покойного генерал-лейтенанта Шевича 1-го по обращении его от живописца Дове, при сем препровождается к Вашему Сиятельству для отдачи вверенного вам полка корнету Шевичу». Готовый портрет принят в Эрмитаж 7 сентября 1825 года. Местонахождение портрета-прототипа современным исследователям неизвестно.
В. К. Макаров счёл этот портрет совершенно лишённым сходства с типичными работами Доу. Хранитель британской живописи в Эрмитаже Е. П. Ренне поддержала его мнение.